# Вулиця Новаторів (Київ)
Ву́лиця Нова́торів — вулиця в Дніпровському районі міста Києва, місцевості Стара Дарниця, Ліски. Пролягає від Гроденської вулиці до Вільнюської вулиці.
Прилучаються вулиці Щепкіна, Профспілкова, Люботинська, Трактористів, Сновська і Любові Малої, провулки Новаторів і Люботинський.

## Історія
Вулиця виникла у середині XX століття під назвою 309-та Нова. Сучасна назва — з 1953 року.

## Установи та заклади

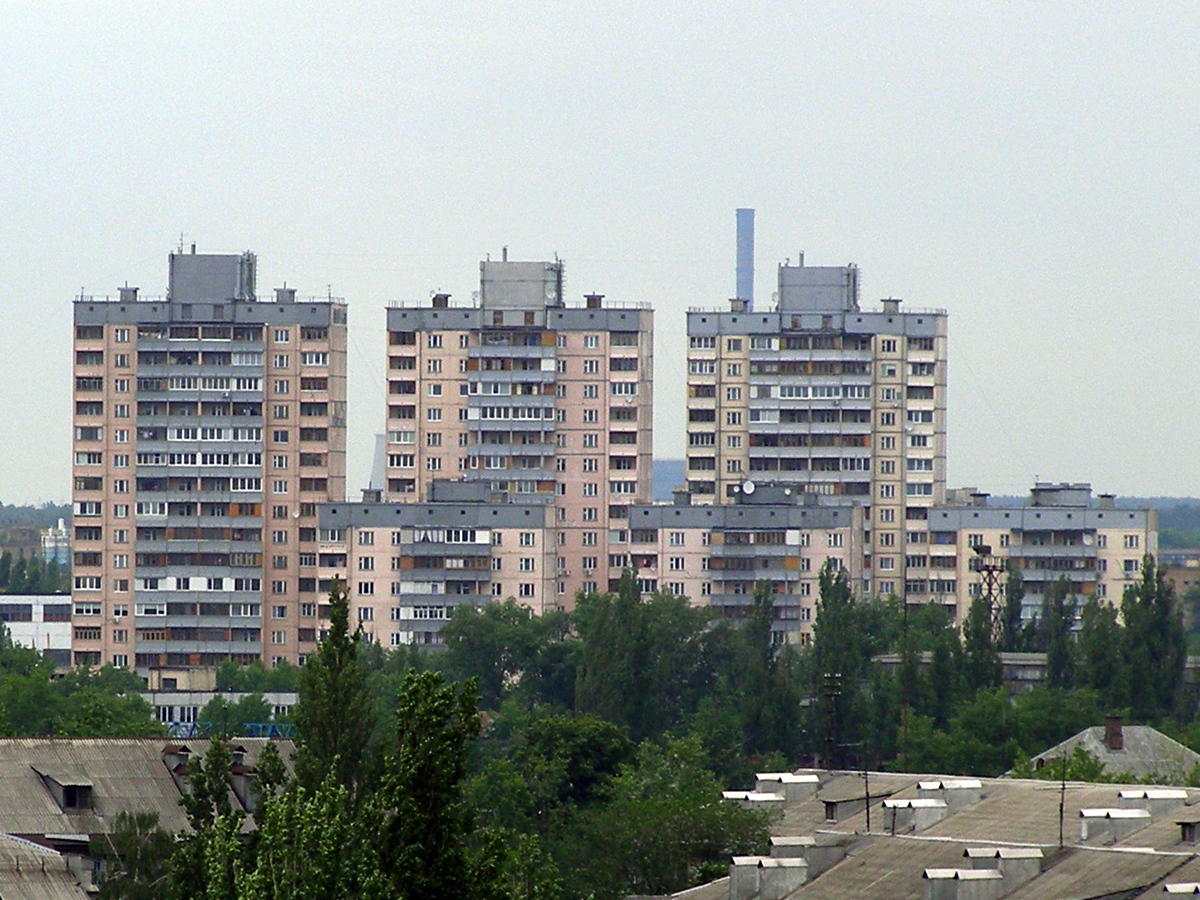
№№ 22 А, Б, В, 2000 р.

- Дитяча поліклініка № 2 Дніпровського району (буд. № 4)